# Cephalotrigona
Cephalotrigona (лат.) — род безжальных пчёл, из трибы Meliponini семейства Apidae. Не используют жало при защите. Хотя жало у них сохранилось, но в сильно редуцированном виде.

## Распространение
Неотропика: от Мексики и Коста-Рики до Бразилии и Аргентины.

## Классификация
Известно 5 видов. Первоначально таксон был описан в качестве подрода рода Trigona.
- Cephalotrigona capitata (Smith, 1854) typus (=Trigona capitata)
- Cephalotrigona eburneiventer (Schwarz, 1948)
- Cephalotrigona femorata (Smith, 1854)
- Cephalotrigona oaxacana Ayala, 1999
- Cephalotrigona zexmeniae (Cockerell, 1912)